# Německá menšina v Česku
Za příslušníky německé menšiny v Česku jsou Českým statistickým úřadem považováni občané České republiky hlásící se k německé národnosti a občané Spolkové republiky Německo mající v Česku krátkodobý či trvalý pobyt. Podle údajů z 1. března 2001 žije v Česku 39 106 občanů hlásících se k německé národnosti, což jsou 0,4 % populace. Zároveň v Česku žije 15 186 občanů Německa s krátkodobým či trvalým pobytem.

## Historie
Za počátek historie německé menšiny v Česku je považována kolonizace českého pohraničí, která započala na sklonku 12. století. 
Německý živel postupně do značné míry ovládl i města a vyšší společenské vrstvy, k německé národnosti se v období počátků Československa hlásilo přes 30 % obyvatelstva. Český nacionalismus 19. století, vznik Československa v roce 1918 a události související s druhou světovou válkou vyústily po roce 1945 ve vysídlení Němců z Československa, jemuž unikl jen malý podíl německého obyvatelstva českých zemí. 
Pád socialismu a vstup Česka do Evropské unie usnadnil volný pohyb obyvatelstva a obnovil přirozenou migraci i mezi Českem a Německem. 

### Německá kolonizace
Německá kolonizace českého pohraničí počala nejpozději vládou pozdních Přemyslovců, především Přemysla Otakara I. Etničtí Němci přišli na pozvání českých panovníků, aby málo nebo zcela neosídlené pohraniční české oblasti kultivovali. Češi totiž žili převážně v nížinách podél říčních toků a neměli zkušenosti s životem v horských oblastech. Příchozí Němci tuto oblast osídlili, půdu zúrodnili a vesměs úspěšně zde hospodařili. Postupem času, zčásti již ve středověku a zejména pak v novověku v rámci Habsburské monarchie, němčina do značné míry ovládla i města, úřední život a vyšší vrstvy obyvatelstva.
Tato dvě etnika, tj. Češi a Němci, žila v českém prostoru pospolu po dlouhá staletí, situace kolem jejich soužití se začala vyhrocovat s příchodem nacionalismů 19. století.

### Národní obrození a vzestup nacionalismu
České národní obrození probíhalo v Zemích Koruny české jako součásti habsburské monarchie zhruba od poslední třetiny 18. století do roku 1848. Hlavním úkolem jeho vedoucích představitelů bylo pozvednout český jazyk opět na úroveň jazyka vzdělanců a motivovat obyvatele českých zemí k národní uvědomělosti. V 19. století vznikla řada kulturních institucí zdůrazňujících národní myšlenku, zejména Národní muzeum a Národní divadlo.
Demokratizace veřejné správy po roce 1848 vytvořila nový prostor pro nacionalistické spory. V českých zemích vznikala řada českých či německých spolků, divadel či škol, docházelo ke střetům (např. Chuchelská bitva roku 1881 související s národnostním rozdělením Karlo-Ferdinandovy univerzity, pražská polytechnika se rozdělila již roku 1869). Německý nacionalismus byl spojen například se sjednocením Německa v roce 1871 – extrémní varianta, tzv. Velkoněmecká koncepce, počítala dokonce se zahrnutím Rakouska i českých zemí. Jubilejní zemskou výstavu v Praze roku 1891 se němečtí poslanci zemského sněmu a němečtí podnikatelé rozhodli bojkotovat a výstava se tak proměnila v českou národní akci.
Česko-německé vztahy se prudce zhoršily ve 2. polovině 19. století v souvislosti s rozšiřováním volebního práva a volební agitace, kdy se jazyk stal politickým faktorem. V dubnu 1897 byla vydána Badeniho jazyková nařízení, která zrovnoprávnila češtinu s němčinou. Němečtí poslanci na protest proti zrovnoprávnění češtiny zahájili obstrukce v Říšské radě ve Vídni a během léta 1897 se v německých oblastech českých zemí konaly protivládní a protičeské demonstrace, které někdy přerůstaly i v drancování českých obydlí. Po demisi Badeniho vlády v listopadu 1897 se národnostní nepokoje přenesly také do Prahy. V květnu 1908 vypukly v Praze několikadenní pouliční bitky mezi Čechy a Němci, kterých se zúčastnilo několik tisíc lidí.
Oboustranný nacionalismus a národnostní napětí v českých zemích pak přetrvalo přes zánik Rakousko-Uherska. První Československá republika měla více obyvatel německé národnosti než slovenské – podle sčítání lidu z roku 1921 žily v českých zemích téměř 3 miliony Němců a zhruba 6,5 milionu osob československé národnosti.
Po nástupu nacistického režimu v Německu se vyhrotil německý nacionalismus v Sudetech, následovala Mnichovská dohoda a zábor Sudet Německou říší spojený s vyháněním Čechů, Protektorát Čechy a Morava spojený s germanizačními plány Německé říše, vysídlení Benešovska, Neveklovska a Sedlčanska a poválečné vysídlení Němců z Československa, kde zůstal jen nepatrný podíl prokazatelných antifašistů a ti, na které se při odsunu z různých důvodů zapomnělo. Dozvuky nacionálního napětí jsou patrné dosud, například v citlivosti tématu Benešových dekretů.

### Němci v poválečném a komunistickém Československu
Německá menšina byla v letech 1945 až 1946 při tzv. „divokém“ (z ČSR celkem vyhnáno 660 tisíc lidí) a organizovaném odsunu (z ČSR celkem vyhnáno 2 256 tisíc lidí) téměř celá vysídlena do americké a sovětské okupační zóny v Německu a část se dostala do Rakouska. Při posledním tzv. dodatečném odsunu 1. 1. – 22. 5. 1947 bylo z ČSR vysídleno ještě 80 000 Němců. Celkem tak bylo z Československa vysídleny téměř 3 miliony lidí německé národnosti, přičemž 25 tisíc jich nepřežilo. I přes to se v prvním poválečném sčítání lidu v roce 1950 v českých zemích přihlásilo k německé národnosti 1,8% obyvatel, čímž se stali po Slovácích nejpočetnější národnostní menšinou. Pozici druhé nejpočetnější menšiny v českých zemích si udrželi ještě při sčítání lidu v roce 1961 (1,4%) a 1970 (0,8%). Při sčítání lidu v roce 1980 je předstihla polská menšina (obě měly okolo 0,6%). Podle sčítání z roku 1991 byla po slovenské a polské třetí nejpočetnější menšinou.

## Občané Česka s německou národností

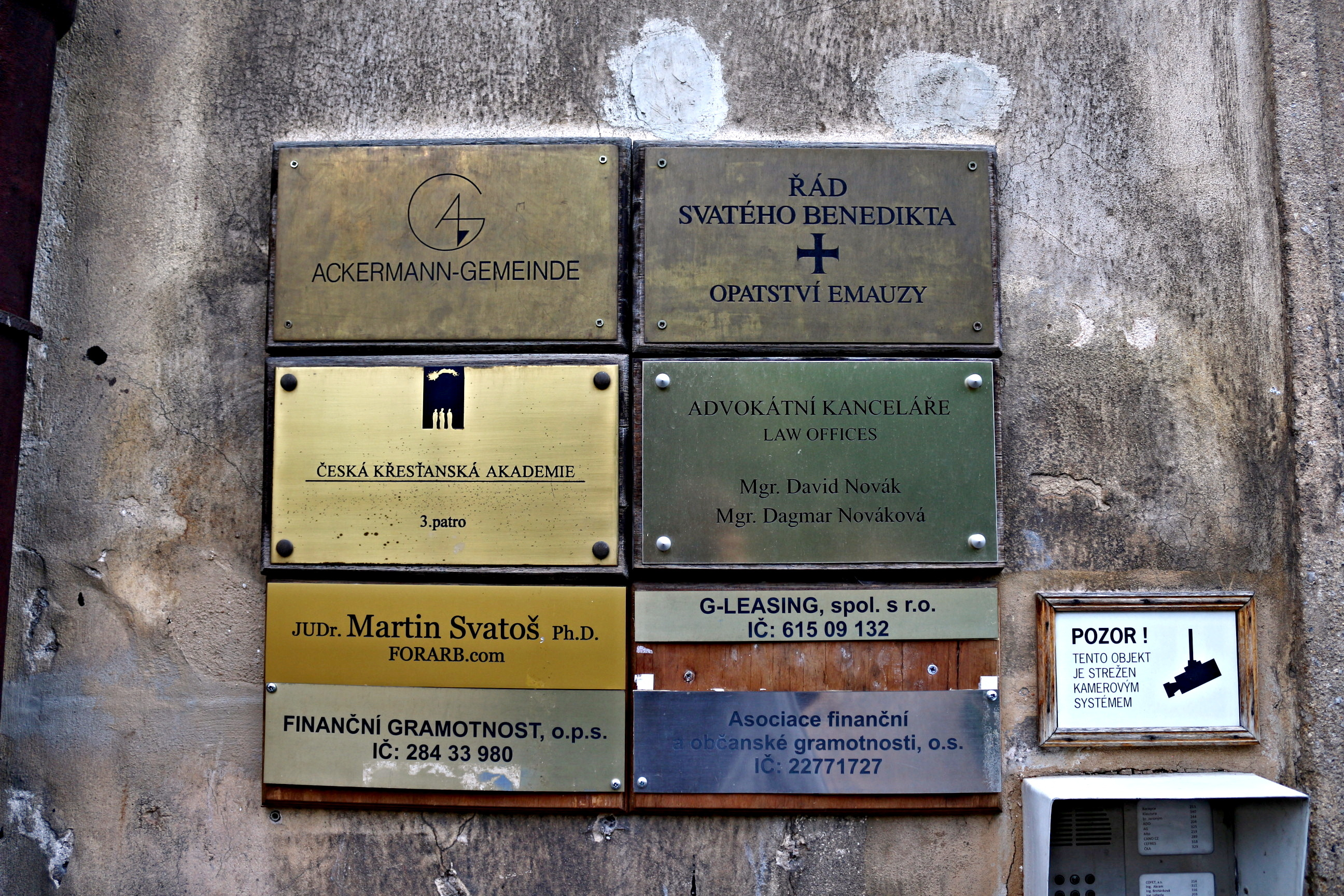
Informační cedule Ackermannova sdružení na budově Emauzského opatství

Dnešní německou menšinu tvoří zčásti potomci někdejších sudetských Němců, kteří nebyli po druhé světové válce vysídleni, nyní se však již někteří za sudetské Němce nepovažují.
Početně německá menšina na území Česka v rámci krajského členění je nejsilnější v Ústeckém kraji (okolo 9500 příslušníků), poměrně je zastoupena nejvíce v Karlovarském kraji (cca 3 %), v jeho rámci pak nejvíce v okrese Sokolov (4,5 %). V obci Měděnec v okrese Chomutov (Ústecký kraj) se k německé národnosti hlásí čtvrtina obyvatel, v Tatrovicích (okres Sokolov), Horské Kvildě (okres Klatovy) a v Kryštofových Hamrech (okres Chomutov) pětina obyvatel. Jedná se vždy o sídla s méně než 199 obyvateli.
V následujících obcích je procento Němců vyšší než 10 %:
- Měděnec (něm. Kupferberg) – 25,2 %
- Tatrovice (něm. Dotterwies) – 20,9 %
- Horská Kvilda (něm. Innergefild) – 20,0 %
- Kryštofovy Hamry (něm. Christophhammer) – 19,1 %
- Stříbrná (něm. Silberbach am Erzgebirge) – 16,7 %
- Horní Blatná (něm. Bergstadt Platten) – 15,6 %
- Mikulov (něm. Niklasberg bei Teplitz-Schönau) – 14,7 %
- Abertamy (něm. Abertham) – 14,6 %
- Josefov (něm. Josefsdorf) – 14,1 %
- Kaceřov (něm. Katzengrün) – 13,9 %
- Boží Dar (něm. Gottesgab im Erzgebirge) – 13,5 %
- Pernink (něm. Bärringen) – 12,6 %
- Bublava (něm. Schwaderbach im Erzgebirge) – 11,6 %
- Vejprty (něm. Weipert) – 11,3 %
- Staré Sedlo (něm. Altsattl am Erzgebirge) – 11,0 %
- Krásno (něm. Schönfeld bei Falkenau) – 10,4 %
- Královské Poříčí (něm. Königswerth bei Falkenau) – 10,4 %
- Žacléř (něm. Schatzlar) – 10,3 %

Nářečí německé menšiny žijící na území Česka zkoumá projekt Atlas historických německých nářečí na území České republiky (ANČ) / Atlas der historischen deutschen Mundarten auf dem Gebiet der Tschechischen Republik (ADT).

## Občané Německa žijící na území Česka
Kromě skupiny výše zmíněných Němců se v poslední době v Česku zvláště pak po vstupu do EU, stále zvyšuje počet státních příslušníků Německa. Tato skupina přijíždí do Česka (nejčastěji do Prahy) většinou z pracovních důvodů. Na konci roku 2008 žilo v Česku cca 16 500 občanů Německa (z toho tvoří muži asi 80 %, ženy 20 %), z nichž cca 4 400 mělo v Česku trvalý pobyt, zbývající mají pobyt omezený. Ke konci roku 2007 žilo na území Česka nejvíce Němců v Ústeckém kraji (4 805), následovaným Prahou (2 437) a Plzeňským krajem (2 219). Ústecký a Karlovarský kraj jsou také s počtem 1 768 kraji s největším procentem Němců (0,58 %), následovány Plzeňským s 0,4 %. V posledních letech přijímá jen málo Němců české státní občanství. V letech 2001–2007 se stalo pouze 36 Němců občany Česka.
Tabulka znázorňující vzrůstající počet Němců žijících na území Česka (nezobrazuje však počet občanů Česka hlásících se k německé národnosti, viz Občané Česka s německou národností) :

## Německojazyčná média a instituce v Česku
ČRo 7 Radio Praha provozuje vysílání Českého rozhlasu do zahraničí, vysílá kromě češtiny a jiných jazyků i německy. V Česku také vychází tisk vydávaný pouze v němčině: týdeník Prager Zeitung (Pražské noviny) (založený roku 1991) a čtrnáctideník Landeszeitung der Deutschen in Böhmen, Mähren und Schlesien (Zemské noviny Němců v Čechách, na Moravě a ve Slezsku).
V roce 1989 byla založena Německá škola v Praze (Deutsche Schule Prag). Jedná se o německou školu, zprvu financovanou NDR, později podporovanou už SRN. Tato škola zahrnuje školku, základní a střední školu. Je zde možnost složení maturity kromě českého jazyka i v německém.